# Терепхен
Терепхе́н (рос. Тэрэпхэн) — село у складі Хілоцького району Забайкальського краю, Росія. Входить до складу Бадинського сільського поселення.

## Населення
Населення — 202 особи (2010; 230 у 2002).
Національний склад (станом на 2002 рік):
- буряти — 99 %